# 卡拉古德
卡拉古德（法語：Caragoudes，法語發音：[kaʁaɡud]）是法国上加龙省的一个市镇，属于图卢兹区。

## 地理
卡拉古德（43°29'58"N, 1°42'4"E）面积8.31 平方千米，位于法国奧克西塔尼大區上加龙省，该省份为法国西南部内陆省份，西南端与西班牙接壤，自此顺时针与上比利牛斯省、热尔省、塔恩-加龙省、塔恩省、奥德省和阿列日省接壤。
与卡拉古德接壤的市镇（或旧市镇、城区）包括：莫尔维尔、卡拉芒、下穆尔维尔、圣热尔米耶、塞格勒维尔、塔拉贝勒、图唐。

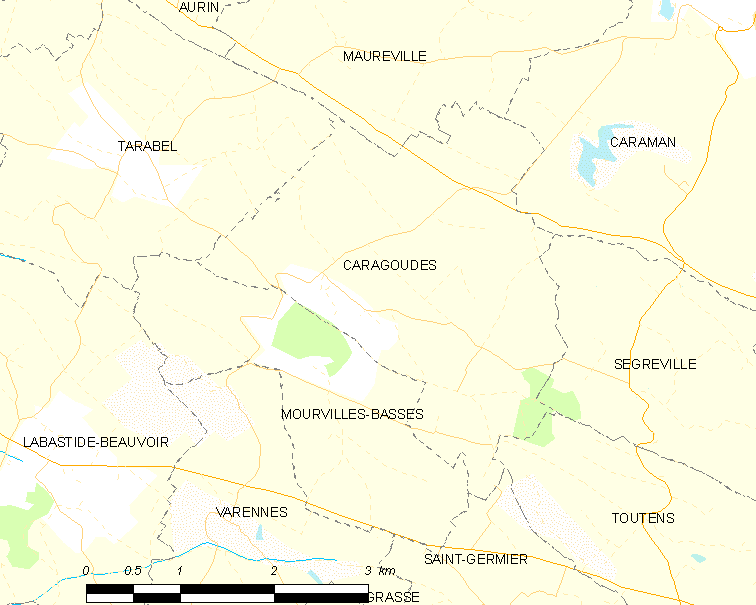
卡拉古德的OSM定位图

卡拉古德的时区为UTC+01:00、UTC+02:00（夏令时）。

## 行政
卡拉古德的邮政编码为31460，INSEE市镇编码为31105。

## 政治
卡拉古德所属的省级选区为勒韦勒县。

## 人口

1962-2008年间卡拉古德人口变化图示

卡拉古德于2022年1月1日时的人口数量为239人。